# زنبوردار (فیلم ۱۹۸۶)
«زنبوردار» (یونانی: Ο Μελισσοκόμος) یک فیلم هنری-درام محصول سال ۱۹۸۶ سینمای یونان به کارگردانی و نویسندگی تئو آنجلوپولوس است. این فیلم دومین قسمت از «سه‌گانه سکوت» آنجلوپولوس است که پیش از آن «سفر به سیترا» و پس از آن «چشم‌اندازی در مه» ساخته شده‌است. از بازیگران این فیلم می‌توان به مارچلو ماسترویانی و سرژ رجیانی اشاره کرد. فیلم داستان یک زنبوردار به نام اسپیروس که با زنبورهایش از شمال به جنوب یونان سفر می‌کند تا بهار را ملاقات کند، را روایت می‌کند‌.
زنبوردار برای چهل و سومین جشنواره بین‌المللی فیلم ونیز انتخاب شد. این فیلم اولین فیلمی از آنجلوپولوس بود که از یک بازیگر شناخته شده استفاده کرد، در این مورد، مارچلو ماسترویانی، که تا آن زمان یک بار جایزه بهترین بازیگر مرد جشنواره فیلم کن ۱۹۷۰ را دریافت کرد و نامزد بهترین بازیگر مرد در پنجاهمین دوره جوایز اسکار شد. همچنین زنبوردار در چهل و سومین جشنواره بین‌المللی فیلم ونیز نامزد دریافت شیر طلایی شد.

## داستان
این فیلم سفر اسپیروس، زنبوردار، به مناطق مختلف یونان پس از عروسی دخترش را دنبال می. کند. اسپایروس به‌تازگی به عنوان معلم بازنشسته شده‌است و سفر سالانه خود را در بهار آغاز می‌کند تا کندوهای زنبور خود را به مکان‌هایی با گیاهان گلدار منتقل کند. دختری سوار کامیون اسپایروس می‌شود و با او سفر می‌کند. آنها در طول مسیر به دیدار دوستان قدیمی اسپیروس و همسرش می‌روند و در نهایت به سالنی می‌رسند که متعلق به یکی از دوستانش است و در شرف فروش است. در آنجا، اسپایروس و دختر نهایتاً یک برخورد شهوانی دارند، مدتها پس از اینکه اسپایروس سعی کرد او را مجبور به بوسیدن کند اما شکست خورد. دختر بعد از چند شب، قبل از اینکه فیلم با چرخاندن جعبه‌های کندوی خود توسط اسپایروس به پایان برسد، آنجا را ترک می‌کند و باعث می‌شود که زنبورهای خشمگین بارها او را نیش بزنند. صحنه آخر اسپایروس در حال مرگ را می‌بیند که روی زمین ضربه می‌زند، در حالی که او همچنان از نیش‌های دردناک‌تر رنج می‌برد، که ما را به یاد ضربه زدن به دوست بیمارش قبل از اینکه اسپایروس او را در بیمارستان بگذارد، می‌اندازد.

## بازیگران
- مارچلو ماسترویانی در نقش اسپیروس
- نادیا موروزی در نقش دختر
- سرژ رجیانی در نقش مرد بیمار
- جنی روسو در نقش همسر اسپیروس
- دینوس ایلوپولوس در نقش دوست اسپیروس، صاحب سینما پانتئون
- یاکوووس پانوتاس در نقش سرباز/دوست‌پسر دختر
- واسیا پاناگوپولو
- استاماتیس گاردلیس
- مایکل جیاناتوس
- کاروفیلیا کاراویتی
- کنستاندینوس کنستاندوپولوس
- نیکوس کوروس
- کریستوفوروس نزر
- استراتوس پاهیس
- دیمیتریس پولیکاکوس
- آتیندوروس پروسالیس